# Błotniarka otułka
Błotniarka otułka (Myxas glutinosa) – gatunek europejskiego, słodkowodnego ślimaka płucodysznego z rodziny błotniarkowatych (Lymnaeidae). Jej muszla ma wymiary 7–15 x 6–13 mm, jest brązowa lub zielonkawa, bardzo cienka, prześwitująca i błyszcząca.
Ma znaczenie w medycynie i weterynarii, ponieważ jest nosicielem pasożytów, a w jej kokonach pasożytuje wrotek Proales gigantea.

## Występowanie
Jej historyczny zasięg występowania rozciąga się od Pirenejów po Morze Bałtyckie, z wyjątkiem Szkocji i Ukrainy. Gatunek ten zanika na wielu obszarach, w niektórych już wyginął. Na terenie Polski jest rzadko spotykany, objęty częściową ochroną gatunkową. Obecnie występuje w północno-zachodniej Palearktyce. W Polsce przedstawicieli można spotkać na Pojezierzu Mazurskim i Pomorskim, Nizinie Mazowieckiej i Wielkopolsko-Kujawskiej.
Toleruje lekkie zasolenie. Występuje w każdym typie niezanieczyszczonych zbiorników, jednak częściej spotykana jest w zbiornikach stojących, pomiędzy roślinami lub na dnie. Jest często znajdywana w otoczeniu moczarki kanadyjskiej. Toleruje wodę o pH w zakresie 6,75-7,45. 

## Pokarm
Żywi się głównie wodnymi roślinami naczyniowymi. Najchętniej zjada tkanki zmacerowane, które mają większą wartość pokarmową. Pożywia się również martwymi kręgowcami i bezkręgowcami, skrzekiem i kokonami ślimaków (również tymi własnego gatunku), co wpływa na dłuższe życie i zwiększenie płodności.